# 蓝顶大宅
蓝顶大宅是津巴布韦哈拉雷博罗代尔郊区的一座前总统官邸。它是由津巴布韦非洲民族联盟于2006年出资新建的，是当时的津巴布韦总统罗伯特·穆加贝的家族住宅。在罗伯特·穆加贝去世后，房产转移给了穆加贝家族的其他家庭成员。

## 历史
罗得西亚更名为津巴布韦后，罗伯特·穆加贝便担任津巴布韦总理，后来他又担任总统，他担任总统和总理时均在首都哈拉雷行使职务。穆加贝早在1986年时就制定了为他的家人在哈拉雷修建住宅的计划。 2003年，津巴布韦非洲民族联盟与一家塞爾維亞與蒙特內哥羅建筑公司签署了建设蓝顶大宅的合同，建筑材料由津方提供，塞方负责建设。 建造蓝顶大宅的一些建筑材料是中国、马来西亚和其他国家捐赠的。  马来西亚首相马哈迪·莫哈末捐赠了价值10万余令吉的马来西亚产木材给津巴布韦用于建设蓝顶大宅。 其屋顶使用了来自中国上海市的蓝色瓦片，因此得名“蓝顶大宅”。 蓝顶大宅的总成本约为300万英镑，耗时三年建成。 .
2006年，因蓝顶大宅即将完成建设，穆加贝开展了一系列对周围居民的限制措施。住宅周围的一些业主收到了穆加贝的信件，信中称由于他们的住宅位于“安全保护区”内，他们将被驱逐。 一些人认为这是因为穆加贝不希望有人住在他附近以保护隐私。 当时蓝顶大宅附近的交通也受到了限制。 
2017年津巴布韦政变后，穆加贝政府被推翻，他的总统职位被罢免，他被津巴布韦国防军软禁于蓝顶大宅。 穆加贝在2019年病逝后，遗体被安放在蓝顶大宅的屋顶上。 穆加贝死后，人们对这座豪宅的新主人产生了好奇。 当时，津巴布韦非洲民族联盟声称该房产归他们所有，且该房产不是穆加贝的遗产。  之后，津巴布韦非洲民族联盟又把房产移交给穆加贝的家人以保护他们的人身安全。 